# Plethodon ouachitae
Plethodon ouachitae — вид хвостатих амфібій родини Безлегеневі саламандри (Plethodontidae). Вид є ендеміком США, де зустрічається лише у штатах Арканзас та Оклахома. Ареал приурочений до гір Уошіто. Тіло без хвоста завдовжки 5 см, сірого забарвлення з білими цятками.